# Гонцага
Гонцага, Ґонцаґа (італ. Gonzaga) — муніципалітет в Італії, у регіоні Ломбардія,  провінція Мантуя.
Гонцага розташована на відстані близько 370 км на північ від Рима, 140 км на південний схід від Мілана, 25 км на південь від Мантуї.
Населення — 9135 осіб (2014).

## Демографія
Населення за роками:

Станом на 1 січня 2023 року в муніципалітеті офіційно проживало 1012 іноземців з 44 країн, серед них 110 громадян країн Євросоюзу та 22 громадяни України.

## Сусідні муніципалітети
- Луццара
- Молья
- Пегоньяга
- Реджоло
- Суццара